# Incident On and Off a Mountain Road
"Incident On and Off a Mountain Road" és l'episodi d'estrena de la primera temporada de Masters of Horror, dirigit per Don Coscarelli. s va emetre originalment a Amèrica del Nord el 28 d'octubre de 2005. El guió es basa en una història curta de l'autor nord-americà Joe R. Lansdale. Es va publicar per primera vegada com a sèrie de còmics, Masters of Horror #1–2, 4 números.

## Argument
Mentre condueix per una carretera de muntanya aïllada, l'Ellen (Bree Turner) perd el control del seu vehicle i xoca amb un cotxe abandonat al costat de la carretera. En comprovar si l'altre conductor està bé, troba un rastre de sang que condueix al bosc. Després d'això, es troba amb un assassí en sèrie deformat conegut com Moonface (John DeSantis), arrossegant el conductor de l'altre vehicle. L'Ellen escapant d'ell per poc, fuig al bosc, amb Moonface seguint el seu rastre.
A través de flashbacks escampats per tot arreu, se li mostra rebent entrenament del seu marit supervivent Bruce (Ethan Embry), entrenant-la amb armes i tàctiques de guerra de guerrilla. Intenta utilitzar aquestes habilitats diverses vegades, però malgrat els seus millors esforços, l'assassí encara la captura i la porta al seu taller enmig del bosc en una cresta que domina una gran cascada.
Després de despertar-se al soterrani, ple dels cadàvers de les víctimes anteriors de Moonface, es troba amb el delirant Buddy (Angus Scrimm), aparentment boig però aparentment il·lès per Moonface. Parla crípticament dels mètodes i la intenció de l'assassí. Poc després, l'assassí baixa les escales, engegant un generador. Les sirenes de la policia comencen a sonar mentre comencen a parpellejar diverses llums de l'habitació. Aixecant l'altra dona sobre una taula gran; fa servir un trepant per treure-li els dos ulls.
Després que Moonface se'n va, en Buddy parla a l'Ellen perquè tregui el pany de les cadenes que l'uneixen amb una llima d'ungles de metall que li havien ficat a l'espatlla. Buddy, que semblava estar lligat, de sobte s'aixeca i comença a cridar que l'Ellen és lliure. Moonface torna, i l'Ellen ataca Moonface i Buddy amb un tros de fusta. Ella corre a dalt on és atacada de nou, però aquesta vegada aconsegueix dominar a Moonface i fer-lo caure per una finestra. Mirant cap a fora, el veu penjant d'una manta uns metres més avall, penjant sobre la cascada. Ella observa com la tela s'esquinça, girant-se mentre finalment cau. Troba una pistola, cinturó i botes, se'n va.
Tornant al seu cotxe, obre el maleter per revelar el cos del seu marit mort. En un altre flashback es revela que el seu marit l'havia violat durant una baralla brutal, poc després de la qual ella el va estrangular amb el seu propi cinturó. Portant el seu cos al taller de Moonface, ella li treu els ulls i l'encadena al pati davanter de la mateixa manera que les altres víctimes de Moonface. Abans de marxar, dispara en Buddy, imitant el gest "shh" de Moonface abans de matar-lo.

## Repartiment
- Bree Turner com a Ellen
- Angus Scrimm com a Buddy
- John DeSantis com a Moonface
- Ethan Embry com a Bruce
- Heather Feeney com a dona jove

## Mitjans domèstics
El DVD va ser llançat per Anchor Bay Entertainment el 9 de maig de 2006. L'episodi va ser el primer episodi emès, però el tercer que es va publicar en DVD. Inclou un comentari amb l'escriptor/director Don Coscarelli i l'escriptor Stephen Romano, així com una sèrie de llargmetratges. També inclou el primer d'una sèrie de breus documentals sobre el director de l'episodi destacat. L'episodi apareix al tercer volum de la compilació Blu-ray de la sèrie.

## Recepció
Jon Condit de Dread Central va valorar l'episodi tres i mig sobre cinc, anomenant-lo "un començament generós i excel·lent per a una sèrie ambiciosa". HorrorFreakNews la va puntuar amb quatre estrelles de cada cinc, elogiant l'episodi. ritme, fotografia, direcció i actuació de Turner.